# Ferdinand Flor
Ferdinand Flor (auch Ferdinand Flohr, * 22. Januar 1793 in Hamburg; † 5. April 1881 in Rom) war ein deutscher Historien- und Genremaler.

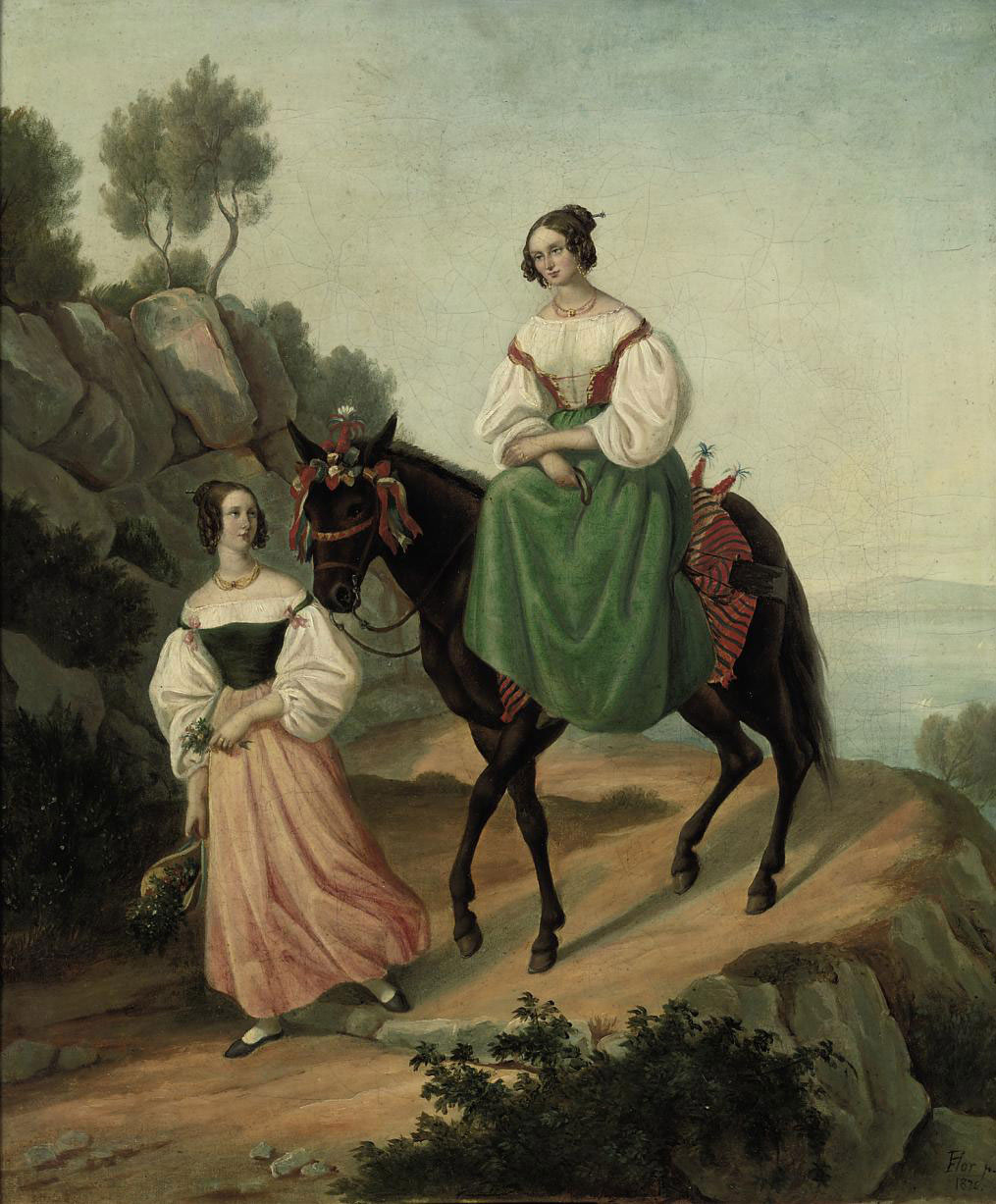
Auf dem Weg zum Stadtfest

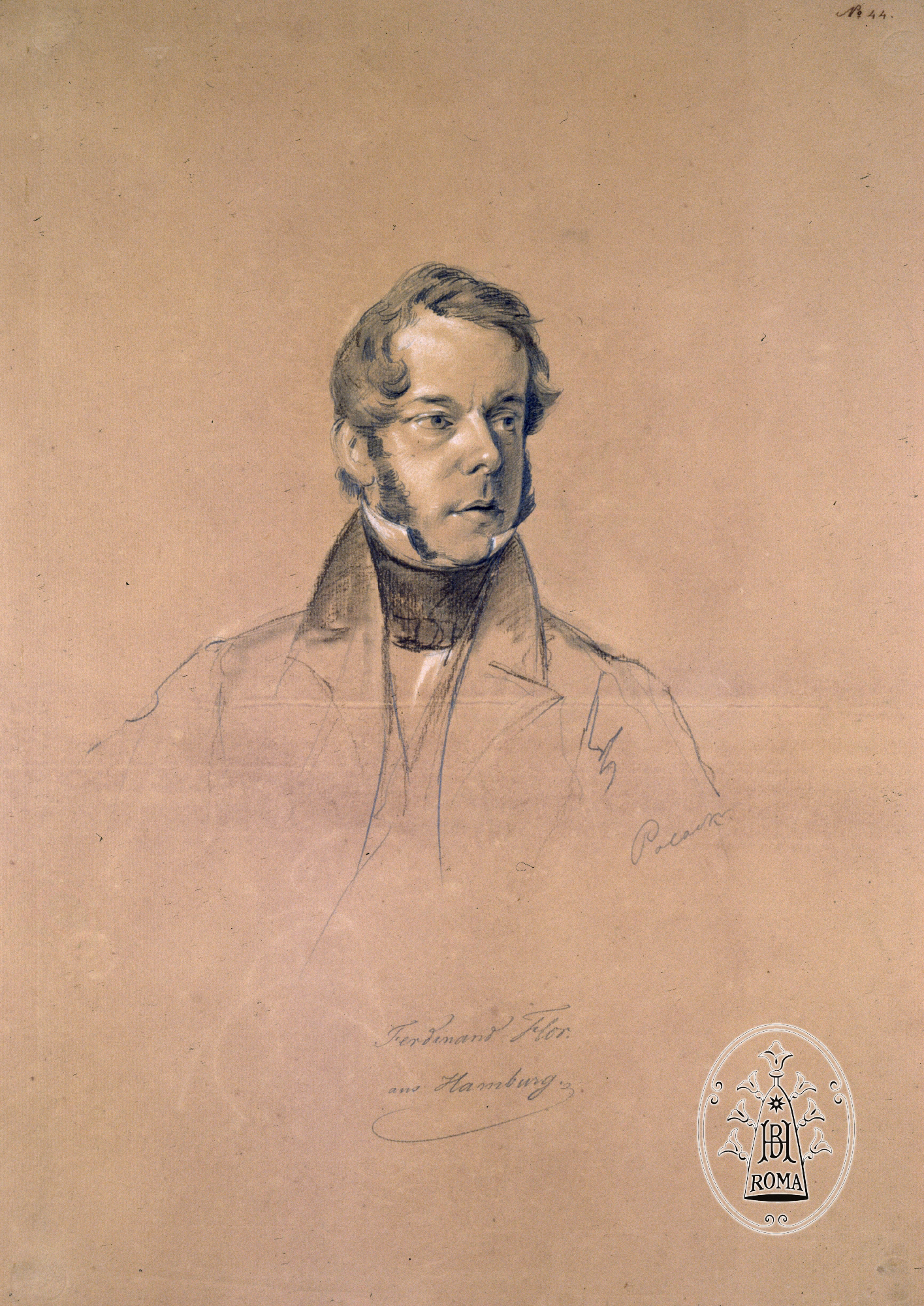
Porträt Ferdinand Flor, gezeichnet von Leopold Pollak, ca. 1835. Technik: Bleistift und Kohle. Maße: 46,4 × 33,2 cm. Biblioteca Hertziana, Max Planck Institut für Kunstgeschichte in Rom.

Ferdinand Flor nahm an den Befreiungskriegen 1813 gegen Napoleon teil. Danach wurde er Schüler von Johann Heinrich Wilhelm Tischbein in Eutin. Von 1815 bis 1819 studierte er an der Akademie der Künste in Dresden und schloss sich dem dortigen Künstlerverein an. Nach der Teilnahme am Wartburgfest setzte das Studium ab 1817 in München fort, wo er mehr durch das Stellen lebender Bilder, Maskentänze und Theater auffiel, als durch künstlerische Leistungen.
Flor kam im September 1819 nach Italien, war von 1820 bis 1828 in Rom tätig. Er besuchte in dieser Zeit Florenz, Paris und England, wo er 1831 seine Werke ausstellte.
Um Weihnachten 1834 siedelte er endgültig nach Rom um und blieb dort mit Unterbrechungen lebenslang. Er besuchte 1836 Sizilien, 1837 Neapel und 1838 Florenz. Den Zeitraum von 1844 bis 1853 verbrachte er in Deutschland, kehrte im Dezember 1853 nach Rom zurück. 1875 wurde er zum Mitglied des Deutschen Künstlervereins gewählt. Flor war in Rom auch mit Bertel Thorvaldsen befreundet und porträtierte 1838 Thorvaldsens Tochter, Elisa Paulsen (1813–1870).
In Rom nahm er am Leben der deutschen Künstlerkolonie teil, veranstaltete lustige „Tableaux vivants“. Flor war außerdem Mitglied des Hamburger Künstlervereins.

## Werke (Auswahl)
- 1813: Bildnis der Luise Peitzner[2]

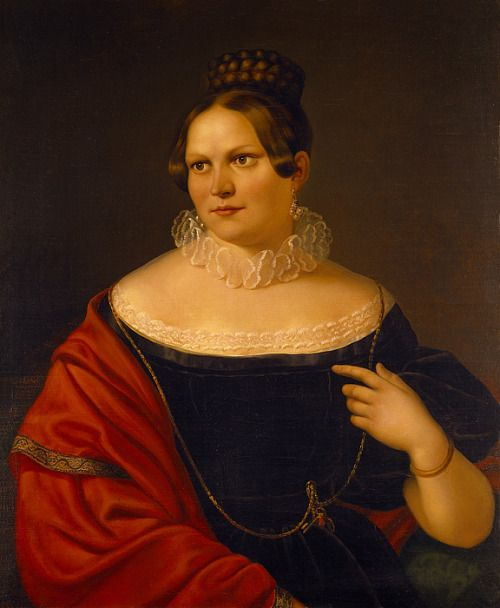
Porträt von Elisa Paulsen, Tochter des befreundeten dänischen Bildhauers Bertel Thorvaldsen, 1838

- 1813/1814: Bildnis des Georg Ludwig Peitzner[3]
- 1815: Rollenporträt Franz Ignaz Holbein von Holbeinsberg[4]
- 1815: Rollenporträt Maria Johanna Renner[5]
- 1817: Rede beym Feuer auf dem Werdenberge, am Burschenschaftsfeste auf der Wartburg, den 18.ten October Anno 1817[6]
- 1818: Jugendliches Selbstbildnis[7]
- 1821: Bildnis des Architekten Carl Heinrich Ludolff[8]
- 1830: Der Pilger und das Mädchen[9]
- 1830: Junger Mann mit Notenblatt[10]
- 1833: Prospectus of the Hanover Square Rooms[11]
- 1833: Porträt der englischen Königin Adelaide[12]
- 1836: Ausritt zum Stadtfest[13]
- 1837: Badende Fischerknaben in der Blauen Grotte auf Capri[14]
- 1838: Porträt von Elisa Paulsen[15]
- 1838: Bildnis der Jeanne Flor[16]
- 1839: Junge Frau aus Albano[17]
- 1839: Das Cervaro-Fest der Künstler in Rom[18]
- 1845: Bildnis der Fanny Henriette Jenisch[19]
- 1845: Bildnis Heinrich Hübsch[20]
- 1845: Bildnis des Robert Flor[21]
- 1845: Bildnis der Antonia del Carmen Montenegro[22]
- 1845/1846: Kreuzabnahme[23]
- 1847: Bildnis der Gebrüder Ernst Friedrich und Caspar Wilhelm Sieveking[24]
- 1848: Porträt eines Mädchens mit Blumen im Hut[25]
- 1850: Bildnis der Geschwister Louis und Emilie Peitzner[26]
- 1851: Schauspielerin Lina Fuhr[27]
- 1851: Bildnis des Dr. Heinrich Wilhelm Schul(t)z[28]
- 1853: Christus beim Abendmahl[29]
- 1864: Frauen und Männer im Gespräch auf einer Anhöhe mit Blick auf Florenz (zugeschrieben)[30]
- (Ohne Jahr) Porträt eines Logenbruders (Freimaurer)[31]
- (Ohne Jahr) Sorrent am Golf von Neapel[32]

## Einzelnachweise

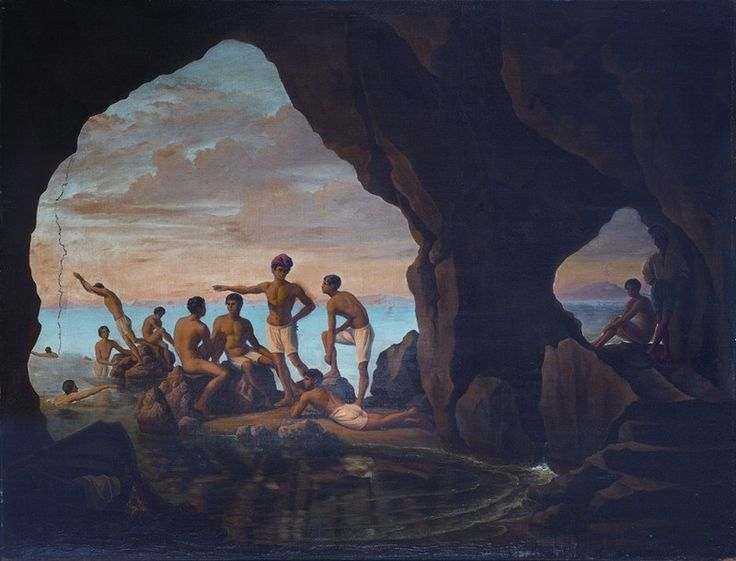
In der Blauen Grotte von Capri, um 1837, Öl auf Leinwand, 74,5 × 97,5 cm. Schwules Museum Berlin.